# Hans Auras
Hans Gustav Auras (* 28. April 1929 in Freiburg im Breisgau; † 27. August 2016 in München) war ein deutscher Architekt.

## Leben
Auras wuchs in Freiburg, Gelsenkirchen, Berlin, Breslau und Salem auf. Nach seinem Abitur in Salem 1948 absolvierte er eine Maurerlehre im Ruhrgebiet. Von 1951 bis 1955 studierte er Architektur an der Universität Stuttgart und war dort nach seinem Diplom Assistent bei Curt Siegel (Statik) und Rolf Gutbrod (Innenraumgestaltung und Entwerfen). 1958 gründete er nach ersten Wettbewerbserfolgen ein eigenes Architekturbüro in Stuttgart, das bis in die 1990er Jahre bestand. Ab 1989 wurde Hegne am Bodensee mit Verlagerung des Wohnsitzes der Familie zweiter Bürostandort. 2006 folgte dann der Umzug nach München.
Hans Auras war von 1972 bis 1991 Professor für Baukonstruktion und Entwerfen an der Hochschule für Technik Stuttgart.
Zudem war er ab ca. 1960 regelmäßig als Preisrichter bei der Durchführung von Architekturwettbewerben tätig.
Er war Mitglied im Bund Deutscher Architekten BDA.

## Entwurfsidee
Zeit seiner Architektentätigkeit hat sich Auras besonders mit dem Thema der Gestaltung individueller Entfaltungsmöglichkeiten innerhalb von Gemeinschaftsstrukturen beschäftigt, von Freiräumen des Einzelnen innerhalb sozialer Gruppen. Seine persönlichen Erfahrungen mit gleichberechtigter Gemeinschaft, verantworteter Selbstbestimmung und Selbstkontrolle des Einzelnen haben ihn während seiner Schulzeit im Salemer Internat in den 1940er Jahren stark geprägt. Verantwortungsbewusstsein, Handlungsbereitschaft und Kooperationsfähigkeit – die Ziele der Pädagogik des Schulgründers Kurt Hahn – sind durchgehende Thematik von Auras Arbeiten.
Bei allen an ihn gestellten Bauaufgaben, ob Schul-, Universitätsgebäude, gewerbliche Bauten und – besonders variantenreich – bei seinen zahlreichen Wohnbauten, hat ihn immer wieder aufs Neue das Zusammenspiel von Individuum und Gemeinschaft beschäftigt. In der Konzeptionsphase der Projekte fand dies seinen Ausdruck in den bewusst gesetzten Wechselbeziehungen der verschiedenen, klar verorteten Nutzungsbereiche und der differenzierten Ausgestaltung der Räume:
- Öffnungen für räumliche Verknüpfungen der einzelnen Zonen und Blickbezüge
- Zentren als Treffpunkte der Bewohner bzw. Nutzer
- Rückzugsbereiche mit Freiräumen für den Einzelnen
Beim Entwerfen führte Hans Auras diese Gedankenwelt durch Polarisierung und Kontrapunktik in die Gestaltung ein und schuf eine Vielzahl von Bauten sehr verschiedenartiger Architektursprache. Jede einzelne Planungsaufgabe wurde von ihm aus ihren besonderen, ganz eigenen formalen Rahmenbedingungen gestaltet.

## Realisierte Projekte
- Kollegiengebäude K1 der Universität Stuttgart (1955–58, als Assistent in der Planungsgruppe der Professoren Gutbier, Gutbrod, Siegel und Wilhelm)
- Grundschule Höfingen (1955–1960)
- Schulzentrum Fellbach-Schmiden (1960–1970)
- Staatliches Aufbaugymnasium mit Internat, Schwäbisch Gmünd (1963/64)
- Mensa (1970–84) und Studentenhaus Universität Mainz (1985–87)
- Schwäbische Bank im Königsbau, Stuttgart  (1980–1990)
- Verwaltungsgebäude, Esslingen (1989–1991)
- Verwaltungsgebäude, Echterdingen (1991–1993)
- Gewerbequartier City-Prag, Stuttgart (1990–1994) städtebauliche Planung
- Fachhochschule für Technik, Stuttgart (1990–2000)
- Seegartenrestaurant in Allensbach (1996–1997)
- Münster in Salem (1997–2002) Beratung bei den Restaurierungsmaßnahmen
- Verwaltungsgebäude OASIS III, Stuttgart (2000–2003)
- zahlreiche Wohnbauten